# سامسونگ اس۵۵۶۰

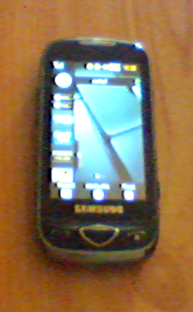
نمایی از سامسونگ اس۵۵۶۰

سامسونگ اس۵۵۶۰ یک‌نمونه از گوشی‌های تلفن همراه سری S شرکت سامسونگ می‌باشد که توسط همین شرکت به بازار عرضه شده‌است.